# Atwood (Kansas)
Atwood è un comune degli Stati Uniti d'America, situato nello Stato del Kansas, nella Contea di Rawlins, della quale è il capoluogo.